# Беленюк Жан Венсанович
Жан Венса́нович Беленю́к (нар. 24 січня 1991, Київ) — український спортсмен і політик. Борець греко-римського стилю. Багаторазовий чемпіон світу і Європи, призер цих змагань, чемпіон Олімпійських ігор у Токіо (2020), срібний (2016) та бронзовий призер Олімпійських ігор (2024), перший в історії України борець, що виграв три медалі на Олімпійських іграх, чемпіон і срібний призер Європейських ігор (2019, 2015), бронзовий призер Універсіади (2013). Заслужений майстер спорту України. Заслужений працівник фізичної культури і спорту України (2024). Народний депутат IX скликання, перший афроукраїнець (темношкірий) — депутат ВРУ.

## Біографія
Народився 24 січня 1991 року в Києві, на Подолі. Мати — українка, батько — Венсан Ндагіджимана, громадянин Руанди (з народу Хуту), навчався в Національному авіаційному інституті, змушений був залишити Україну, коли в Руанді почалася громадянська війна, і загинув там. У дитинстві Жан займався футболом, баскетболом, карате, українськими народними танцями. Закінчив київську школу № 271. Боротьбою почав займатися з 2000 року, куди його намовив записатися друг, який вже там займатися почав. У дитинстві колір його шкіри часто був приводом для глузувань, але він не реагував на образи, не опускався до рівня кривдників. Вважає, що це лише загартувало його, навчило володіти собою. Батька хлопцеві замінив перший заставник — Віталій Киселиця. Потім до тренувань долучився Олексій Добровольський. Після перемоги Жана на чемпіонаті Європи обидва наставники отримали звання найкращих тренерів України квітня 2014 року. Із 2014 року Жан виступав за клуб «Ліхтенфельс» (Ліхтенфельс, Німеччина).
Навчався в Міжрегіональній академії управління персоналом за спеціальністю «управління бізнесом».
Навесні 2016 року приєднався до патріотичного флешмобу #яЛюблюСвоюКраїну, опублікувавши відеозвернення, в якому розповів, за що любить Україну.
Спочатку жив з мамою в однокімнатній готельці площею 36 м² в Києві на Виноградарі. Після перемоги на чемпіонаті Європи Жан написав у своєму блозі, що медаль він присвячує меру Києва Віталію Кличку. Таким чином він хотів нагадати про себе міській владі. У травні 2018 року отримав ордер на квартиру за перемогу на Чемпіонаті світу-2015.
2018 року знявся у кліпі ЯрмаКа «Гни свою лінію», у головній ролі.
Закінчив Національний університет фізичного виховання і спорту України (магістр психології спорту) і Міжрегіональну академію управління персоналом за спеціальністю управління бізнесом.
Працював спортсменом-інструктором у ЦСКА ЗСУ. Лейтенант ЗСУ.

## Участь у змаганнях

### Виступи на юнацьких і молодіжних змаганнях
На чемпіонатах світу серед юніорів був другим 2010 року та третім — 2011. Чемпіон Європи серед юніорів 2011 року. Срібний призер (2007) і бронзовий (2008) на чемпіонатах Європи серед кадетів.

### Виступи на Олімпіадах
| Змагання                                   | Збірна  | Вагова категорія                 | Місце  |
| ------------------------------------------ | ------- | -------------------------------- | ------ |
| Боротьба на літніх Олімпійських іграх 2016 | Україна | греко-римська боротьба, до 85 кг | Срібло |
| Боротьба на літніх Олімпійських іграх 2020 | Україна | греко-римська боротьба, до 87 кг | Золото |
| Боротьба на літніх Олімпійських іграх 2024 | Україна | греко-римська боротьба, до 87 кг | Бронза |

У фіналі літніх Олімпійських ігор 2016 року в Ріо-де-Жанейро Беленюк зустрівся з грузином Давитом Чакветадзе, що представляв на цих змаганнях збірну Росії. Український борець добре підготувався до цього поєдинку і після першого раунду вів у рахунку 2-0. Однак потім програв з рахунком 2-9. За словами російського тренера Левана Кезевадзе, Беленюк не витримав темп, що запропонував російський борець. За версією міністра молоді та спорту України Ігоря Жданова перемогу в Беленюка вкрав грузинський рефері Темо Казарашвілі, який мешкав у російському місті Твер. Він кілька разів карав українця штрафними балами та постійно ставив його у партер, завдяки чому його земляк Чакветадзе набирав очки.
За три тижні до літніх Олімпійських ігор 2020 року в Токіо Беленюк травмувався, участь спортсмена на Олімпіаді була під загрозою. Український борець знов вийшов до фіналу, де його суперником став угорський борець Віктор Лерінц. До того поєдинку суперники зустрічалися 10 разів і всі сутички вигравав Жан (останній раз перед тим — у фіналі чемпіонату світу 2019 року). Перемогу знов святкував український спортсмен, здобувши золоту олімпійську нагороду, яка стала першою для України на тих іграх.

### Виступи на чемпіонатах світу
| Змагання                        | Збірна  | Вагова категорія                 | Місце  |
| ------------------------------- | ------- | -------------------------------- | ------ |
| Чемпіонат світу з боротьби 2014 | Україна | греко-римська боротьба, до 85 кг | Бронза |
| Чемпіонат світу з боротьби 2015 | Україна | греко-римська боротьба, до 85 кг | Золото |
| Чемпіонат світу з боротьби 2018 | Україна | греко-римська боротьба, до 87 кг | Срібло |
| Чемпіонат світу з боротьби 2019 | Україна | греко-римська боротьба, до 87 кг | Золото |
| Чемпіонат світу з боротьби 2023 | Україна | греко-римська боротьба, до 87 кг | Бронза |

Жан Беленюк вважає, що його засудили у півфіналі чемпіонату світу 2014 року, де йому протистояв азербайджанець Саман Тахмасебі. За словами українця, Азербайджан — один з лідерів серед країн, до яких судді більш прихильні, зважаючи на якусь матеріальну допомогу. Головний тренер України з греко-римської боротьби Артур Дзигасов теж вважав, що арбітр відверто засудив Жана, а потім судді відмовлялися розглядати протест.

### Виступи на чемпіонатах Європи
| Змагання                         | Збірна  | Вагова категорія                 | Місце  |
| -------------------------------- | ------- | -------------------------------- | ------ |
| Чемпіонат Європи з боротьби 2012 | Україна | греко-римська боротьба, до 84 кг | Бронза |
| Чемпіонат Європи з боротьби 2013 | Україна | греко-римська боротьба, до 84 кг | 8      |
| Чемпіонат Європи з боротьби 2014 | Україна | греко-римська боротьба, до 85 кг | Золото |
| Чемпіонат Європи з боротьби 2016 | Україна | греко-римська боротьба, до 85 кг | Золото |
| Чемпіонат Європи з боротьби 2019 | Україна | греко-римська боротьба, до 87 кг | Золото |
| Чемпіонат Європи з боротьби 2021 | Україна | греко-римська боротьба, до 87 кг | Бронза |
| Чемпіонат Європи з боротьби 2024 | Україна | греко-римська боротьба, до 87 кг | Бронза |

На чемпіонаті Європи 2014 року у Вантаа у півфіналі Жан Беленюк переміг олімпійського чемпіона 2004 року росіянина Олексія Мішина. Причому першу половину сутички програвав з розривом у два бали, але на початку другого періоду застосував результативний напад і поклав суперника на лопатки. У фіналі українець зустрівся з господарем турніру — фіном Рамі Хієтаніємі, якого обіграв із різницею в один бал, попри розсічення і залите кров'ю обличчя.

### Виступи на Європейських іграх
| Змагання              | Збірна  | Вагова категорія                 | Місце  |
| --------------------- | ------- | -------------------------------- | ------ |
| Європейські ігри 2015 | Україна | греко-римська боротьба, до 85 кг | Срібло |
| Європейські ігри 2019 | Україна | греко-римська боротьба, до 87 кг | Золото |

### Виступи на «інших» змаганнях
| Змагання                                                  | Збірна  | Вагова категорія                 | Місце  |
| --------------------------------------------------------- | ------- | -------------------------------- | ------ |
| Кубок Вантаа з боротьби 2011                              | Україна | греко-римська боротьба, до 84 кг | 5      |
| Золотий Гран-прі з боротьби 2012 (Сомбатгей)              | Україна | греко-римська боротьба, до 84 кг | 15     |
| Кубок Азовмаша 2012                                       | Україна | греко-римська боротьба, до 84 кг | Бронза |
| Вогні Москви 2012                                         | Україна | греко-римська боротьба, до 84 кг | Бронза |
| Меморіал Олега Караваєва 2012                             | Україна | греко-римська боротьба, до 84 кг | 5      |
| Золотий Гран-прі з боротьби 2013 (Сомбатгей)              | Україна | греко-римська боротьба, до 84 кг | 10     |
| Літня Універсіада 2013                                    | Україна | греко-римська боротьба, до 84 кг | Бронза |
| Кубок Президента Казахстану з боротьби 2013               | Україна | греко-римська боротьба, до 84 кг | Золото |
| Турнір Дана Колова — Николи Петрова 2014                  | Україна | греко-римська боротьба, до 85 кг | Золото |
| Гран-прі Німеччини з боротьби 2014                        | Україна | греко-римська боротьба, до 85 кг | Бронза |
| Кубок Тахті 2015                                          | Україна | греко-римська боротьба, до 85 кг | Золото |
| Всесвітні ігри військовослужбовців 2015                   | Україна | греко-римська боротьба, до 85 кг | Золото |
| Золотий Гран-прі з боротьби 2015                          | Україна | греко-римська боротьба, до 85 кг | Срібло |
| Київський Міжнародний турнір з боротьби 2016              | Україна | греко-римська боротьба, до 85 кг | Золото |
| Trophee Milone 2016                                       | Україна | греко-римська боротьба, до 85 кг | Золото |
| Золотий Гран-прі з боротьби 2016                          | Україна | греко-римська боротьба, до 85 кг | 5      |
| Київський Міжнародний турнір з боротьби 2017              | Україна | греко-римська боротьба, до 85 кг | Бронза |
| Чемпіонат світу з боротьби серед військовослужбовців 2017 | Україна | греко-римська боротьба, до 85 кг | Золото |
| Меморіал Болата Турлуханова 2017                          | Україна | греко-римська боротьба, до 85 кг | Золото |
| Клубний чемпіонат світу з боротьби 2017                   | Україна | команда                          | Срібло |
| Київський Міжнародний турнір з боротьби 2018              | Україна | греко-римська боротьба, до 87 кг | Золото |
| Турнір Вехбі Емре і Гаміта Каплана 2018                   | Україна | греко-римська боротьба, до 87 кг | Золото |
| Меморіал Олега Караваєва 2018                             | Україна | греко-римська боротьба, до 87 кг | 8      |
| Гран-прі Загреба 2021                                     | Україна | греко-римська боротьба, до 87 кг | Золото |
| Гран-прі Франції Анрі Деглана 2023                        | Україна | греко-римська боротьба, до 87 кг | Золото |

### Виступи на змаганнях «молодших вікових груп»
| Змагання                                       | Збірна  | Вагова категорія                 | Місце  |
| ---------------------------------------------- | ------- | -------------------------------- | ------ |
| Чемпіонат Європи з боротьби серед юніорів 2010 | Україна | греко-римська боротьба, до 84 кг | 9      |
| Чемпіонат світу з боротьби серед юніорів 2010  | Україна | греко-римська боротьба, до 84 кг | Бронза |
| Чемпіонат Європи з боротьби серед юніорів 2011 | Україна | греко-римська боротьба, до 84 кг | Золото |
| Чемпіонат світу з боротьби серед юніорів 2011  | Україна | греко-римська боротьба, до 84 кг | Срібло |
| Чемпіонат Європи з боротьби серед кадетів 2007 | Україна | греко-римська боротьба, до 76 кг | Срібло |
| Чемпіонат Європи з боротьби серед кадетів 2008 | Україна | греко-римська боротьба, до 76 кг | Бронза |

## Політична діяльність
На позачергових парламентських виборах в Україні 2019 року обраний народним депутатом України 9-го скликання за партійним списком (№ 10 у списку) від партії «Слуга народу». Перший заступник голови Комітету Верховної Ради з питань молоді і спорту у Верховній Раді України IX скликання (з 29 серпня 2019 року). Безпартійний.
31 жовтня 2022 року він вирішив запропонувати свою кандидатуру на пост голови Національного олімпійського комітету на виборах, які мали відбутися 17 листопада 2022 року.
22 липня 2025 року голосував за закон 12414, що обмежує Національне антикорупційне бюро України та Спеціалізовану антикорупційну прокуратуру. Цей закон викликає значний резонанс в українському суспільстві.

## Державні нагороди

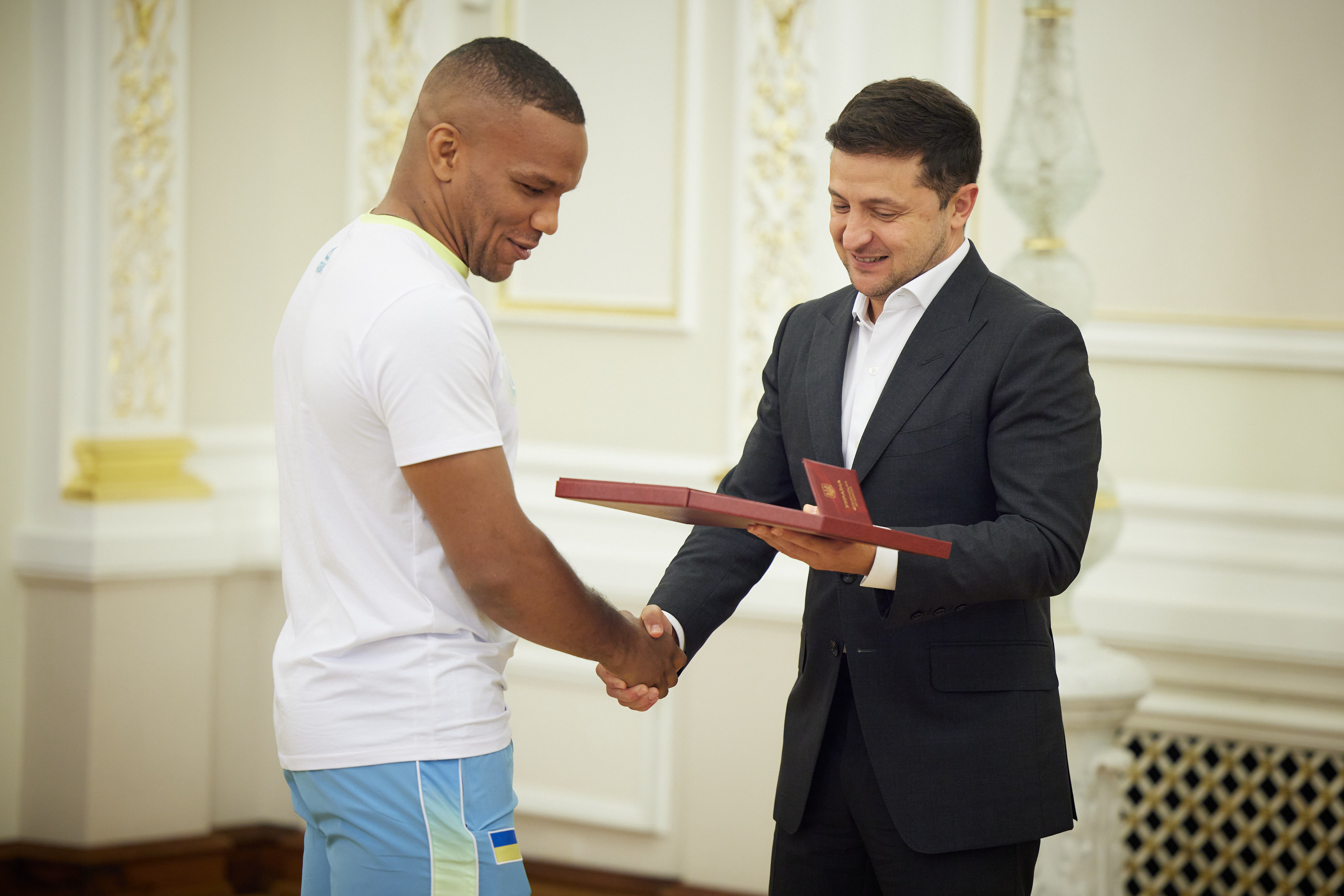
Жан Беленюк отримує від Володимира Зеленського орден «За заслуги» I ст.

- Заслужений працівник фізичної культури і спорту України (23 серпня 2024) — За вагомий особистий внесок у розвиток олімпійського спорту, підготовку спортсменів міжнародного класу, досягнення високих спортивних результатів національною олімпійською збірною командою України на ХХХІІІ літніх Олімпійських іграх[10].
- Орден «За заслуги» I ст. (16 серпня 2021) —За досягнення високих спортивних результатів на ХХХІІ літніх Олімпійських іграх в місті Токіо (Японія), виявлені самовідданість та волю до перемоги, утвердження міжнародного авторитету України.[31]
- Орден «За заслуги» II ст. (15 липня 2019) —За досягнення високих спортивних результатів ІІ Європейських іграх у м. Мінську (Республіка Білорусь), виявлені самовідданість та волю до перемоги, піднесення міжнародного авторитету України.[32]
- Орден «За заслуги» III ст. (4 жовтня 2016) —За досягнення високих спортивних результатів на Іграх ХХХІ Олімпіади 2016 року в місті Ріо-де-Жанейро (Федеративна Республіка Бразилія), виявлені мужність, самовідданість та волю до перемоги, утвердження міжнародного авторитету України.[33]
- Медаль «За працю і звитягу» (25 липня 2013) — за досягнення високих спортивних результатів на XXVII Всесвітній літній Універсіаді в Казані, виявлені самовідданість та волю до перемоги, піднесення міжнародного авторитету України.[34]

## Звання
- Найкращий спортсмен квітня 2014 року.
- Найкращий борець класичного стилю у світі 2015 року за версією Міжнародної федерації об'єднаних стилів боротьби.[35]